# Borsodi Ervin
Borsodi Ervin (Budapest, 1920. március 26. – Budapest, 1994. október 12.) Balázs Béla-díjas (1970) dokumentumfilm-rendező.

## Életpályája
Előbb mint szűcs és villanyszerelő dolgozott, a felszabadulás után egy filmforgalmazási vállalat, 1947-ben a Hunnia filmgyár munkatársa lett. 1946-ban Gertler Viktor tanítványa volt. 1947–1951 között a Színház- és Filmművészeti Főiskola operatőr szakán tanult. 1950–1990 között a Budapest Filmstúdió operatőr-rendezője volt. 1990–1992 között a Magyar Filmhíradó szerkesztőjeként dolgozott.
Legkiemelkedőbb munkája a budapesti műrepülővilágbajnokságról készített Repülőművészek (1962) című bravúrosan fényképezett színes alkotás.

## Filmjei
| - A Margit-híd építése (1948) - Lánchíd (1949) - Sztálin-híd (1950) - Vasutas sztahanovisták (1950) - Szocializmust építő hazánk egy napja (1950) - Szabadságunk születésnapja (1950; Kis Józseffel és Rodriguez Endrével) - Gyűjtsük a fémhulladékot (1951) - Autógyári fiatalok (1951) - Svéd-magyar atlétikai mérkőzés (1953) - Népünk békét akar (1953) - Sportbarátság (1954) - A 98. magyar-osztrák találkozó (1954) - A bécsi mérkőzés (1954) - Termelőszövetkezeti krónika (1955) - Földművesszövetkezetek a faluért (1955) - A 100. magyar-osztrák mérkőzés (1955) - Döntetlen (1955) - Így győztünk Moszkvában (1956) - Otthonra találtak (1957) - Szeretni és óvni (1957) - Nagy napok tanúi (1957) - Csupa napfény a szívem – Yves Montand (1957) - Margitsziget (1958) - Európa-rekorderek (1958) - Közös erővel (1959) - Két nap Hollandiában (1959) - A terv és az emberek (1959) - Paul Robeson Magyarországon (1960) - Országút, ahol nincsenek kilométerkövek (1960) - A szomjúság városa – Debrecen (1961) - Májusfa (1961) - Mit álmodik? (1961; Mönnich Lászlóval, Kolonits Ilonával, Roszik Gyulával) - Lombhullástól aratásig (1962) - Élő múlt (1962) - Repülőművészek (1962) - Világvége (1962) - A nap másik fele (1962) - Harmadfokú készültség (1963) - Nemzetközi Vásár Budapesten (1963) - Halló, itt Tokió! (1964) - Kis történetek róluk és rólunk (1964) - Egy találmány története (1965) - Az Erzsébet-híd újjáépítése (1965) - Híd a Duna felett (1965) - Moszkvai séta Télapóval (1965) - Motorozni jó! (1965) - Randevú a Vörös téren (1965; Bácskai Lauró Istvánnal) - Televízió (1965) | - Hegyen-völgyön (1966) - Töltsön velünk tíz percet! (1966) - Anna és a többiek (1967) - Kerekesek (1967) - Gödöllőtől Csandigarig – Ganz Műszerművek (1967; Lestár Jánossal) - Három lány (1967; Bokor Lászlóval) - A homok városa (1968) - Közjáték Siklóson (1968) - 50 éves a magyar légi közlekedés (1968) - Újra kezdődik (1968) - Ilyen gazdagok vagyunk (1968; Drahos Kálmánnal) - A negyedik menet (1969) - Saját erőből (1970) - Hasznosabb, mint hinnéd (1970) - Az idegenforgalom szolgálatában (1970) - Negyedszázad magyar légikrónikája (1971) - A cukor is lehet méreg (1971) - Halló, taxi! (1972) - Közlekedési morál (1974) - Közlekedők világa I.-IV. (1974–1978) - Csige Lajos világa (1975) - Ki szeret dolgozni? (1976) - Törvény a holnapért (1978) - A villamos világítás centenáriuma (1979) - Gyár Isztambulban (1979) - Közlekedési pillanatképek (1981) - Kilenc évtized (1982) - Sörgyár Kőbányán (1983) - Hajózni tudni kell (1984) - Hídépítők (1986) - Menedzserek (1987) |